# Azete

Struktur von Azet

Azete sind ungesättigte chemische Verbindungen, die als Strukturelement einen viergliedrigen Ring mit einem Stickstoffatom besitzen. Sie gehören der Klasse der Heterocyclen, nicht jedoch der Heteroaromaten an. Ihr einfachster Vertreter, das Azet, repräsentiert das Stammsystem. Das carbocyclische Analogon ist Cyclobutadien.
Azete besitzen konjugierte Doppelbindungen, die ein System aus vier π-Elektronen bilden. Hiermit gehören sie zu den Antiaromaten, weshalb sie als hochreaktive Diradikale vorliegen, die nur sehr schwach mesomeriestabilisiert sind.
Azet selbst ist eine hochreaktive Verbindung, die schon bei niedrigen Temperaturen schnell dimerisiert. Um eine Dimerisierung zu verhindern können Derivate, die sterisch anspruchsvolle Reste tragen, synthetisiert werden. Hierzu eignet sich beispielsweise Tri-tert-butylazet. Dieses kann durch Ringerweiterung aus Tri-tert-butylcyclopropenylazid hergestellt werden.